# L'Amérique française (bande dessinée)
L'Amérique française est le premier album de la série de bande dessinée Petite Histoire des colonies françaises. Il a gagné le prix Tournesol en 2007 au Festival d'Angoulême.

## Description

### Synopsis
Dans ce premier tome, Gregory Jarry et Thomas Dupuis (Otto T.) présente l'histoire de la colonisation française des Amériques et de la formation de l'Empire colonial français et du premier espace colonial français. Le lecteur assiste à l'origine de la rivalité franco-anglaise, à la colonisation de la Floride, à la découverte et la colonisation du Canada et la fondation de Québec, à la colonisation de la Louisiane, à celle des Antilles, puis à l'effondrement de l'Empire colonial français des Amériques.
Ce tome traverse huit siècles d'histoire de France, depuis la mort d'Édouard le Confesseur en 1066 jusqu'à l'indépendance d'Haïti le 1er janvier 1804.

### Personnages
L'histoire de la colonisation dans ce premier tome est racontée par l'image d'un Charles de Gaulle gros et portant une barbe. De nombreux personnages historiques font leur apparition : Guillaume le Conquérant, Philippe le Bel, Jacques Cartier, Henri IV, Louis XIV, Benjamin Franklin, Toussaint Louverture, Napoléon Bonaparte.

### Distinctions
L'album remporte le prix Tournesol en 2007 au Festival d'Angoulême.

## Analyse
Les deux auteurs abordent la première partie de l'histoire coloniale française avec un ton critique très empreint d'ironie. Les peuples autochtones de l'Amérique du Nord sont invariablement appelés « indiens » et parlent en pidgin stéréotypé (« Ça, wien du tout ! Ça scowbut ! »).